# 포드 F-350
포드 F-350은 미국의 자동차 회사인 포드에서 생산하는 초대형 픽업 트럭이다. 1998년에 출시된 차종이다.

## 설명
포드 F-350은 포드 F-250보다도 더 상위 형태의 차종으로서 차량의 크기도 더 크며 포드 F-350부터는 소형 트럭이 아닌 준중형 트럭으로 분류가 된다. 오프로드에 특화된 차종답게 후륜구동 기반의 4륜구동이 기본적인 사양으로 탑재되며 넓은 적재함 크기 덕분에 미국에서는 생계를 위하 영업용으로 사용되기도 한다. 대한민국에서도 수입이 된 차종으로서 대한민국에서는 주로 오프로드나 개인 자가용으로 사용이 된다. 경찰차로 사용하기에는 크기가 매우 큰 차종이기 때문에 포드 F-350은 경찰차보단 일반 민수용 차량으로 주로 판매되거나 소방차로 판매된다. 포드 F-350 외에 포드사의 다른 초대형 픽업 트럭형 차량으로는 포드 F-450, 포드 F-550, F-600이 있으며 모두 1998년에 출시되었고 준중형 트럭으로 분류된다.

## 같이 보기
- 포드
- 픽업 트럭

]